# Vladimir Kocjančič
Vladimir Kocjančič, slovenski novinar, urednik, kritik, dramatik in pisatelj, ljubiteljski gledališki igralec * 7. september 1944, Ljubljana, † 16. marec 2010, Ljubljana.

## Življenje
Kocjančič je študiral slovenistiko na ljubljanski Filozofski fakulteti. 
Konec 60-tih let je dve leti učil slovenščino na Osnovni šoli dr. Vita Kraigherja v Ljubljani.
V gledališkem letu 1964/1965 se je pridružil igralskem ansamblu Šentjakobskega gledališča v Ljubljani, kjer je ustvaril 23 vlog v 418. ponovitvah in bil nekaj sezon skupaj z Binetom Matohom, Petrom Militarevom in Marjanom Trobcem med najbolj zasedenimi igralci.
Na Radiu Ljubljana se je zaposlil 1970, sprva kot novinar, od 1986 pa kot urednik 3. programa (program Ars) Radia Slovenija. Pisal je tudi radijske igre, med drugimi je napisal Ime mi je Marija (predvajano 1975), Slovo umetnika Petra (1976), En dan Denisa Ivanoviča (1978) in Svinčeni časi (1995).
Umrl je 16. marca 2010 v Ljubljani, kjer je tudi pokopan.

## Nagrade
Leta 1978 je kot prvi slovenski pisatelj za delo En dan Denisa Ivanoviča prejel nagrado RAI Prix Italia za najboljšo radijsko igro.